# Tagawa
Tagawa (田川市; -shi) é uma cidade japonesa localizada na prefeitura de Fukuoka.
Em 2003 a cidade tinha uma população estimada em 52,937 habitantes e uma densidade populacional de 970,96 h/km². Tem uma área total de 54,52 km².
Recebeu o estatuto de cidade a 3 de Novembro de 1943.